# CP-Verletzung
Eine CP-Verletzung (C für charge conjugation ‚Ladungskonjugation‘; P für parity ‚Parität‘) ist eine Abweichung von den physikalischen Zusammenhängen und Gesetzmäßigkeiten in einem System bei erwarteter CP-Invarianz, der Erwartung, dass die Zusammenhänge und Gesetze gleich bleiben, wenn alle Teilchen durch ihre Antiteilchen ersetzt und gleichzeitig alle Raumkoordinaten gespiegelt werden.

## Entdeckung und Vorgeschichte

### Scheinbare P-Invarianz und Paritätsverletzung
Gemäß der normalen Alltagserfahrung sollte sich die Physik in einer Spiegelwelt nicht von ihrem Original unterscheiden. Das heißt, jeder Vorgang, der in einem Spiegel beobachtet wird, sollte sich durch geeignete experimentelle Anordnung auch in der normalen Welt realisieren lassen (P-Invarianz).
Schon 1956 postulierten Tsung-Dao Lee und Chen Ning Yang allerdings, dass die schwache Wechselwirkung, der der Beta-Zerfall unterliegt, die Punktsymmetrie verletzt. Noch im gleichen Jahr wurde diese Paritätsverletzung durch Chien-Shiung Wu im Wu-Experiment bestätigt. Die schwache Wechselwirkung bevorzugt dabei die Linkshändigkeit (also die Drehrichtung des Spins von Elementarteilchen bezüglich der Flugrichtung wie bei einer Linksschraube) gegenüber der Rechtshändigkeit. Nur linkshändige Teilchen und rechtshändige Antiteilchen nehmen an ihr teil. An der elektromagnetischen und der starken Wechselwirkung nehmen links- und rechtshändige Teilchen mit gleicher Stärke teil.
Die Paritätsverletzung lässt sich gut an Neutrinos illustrieren, die ausschließlich schwach wechselwirken und nur als linkshändige Neutrinos und rechtshändige Antineutrinos vorkommen können. Unter der Paritätstransformation („Punktspiegelung“) wird aber aus einem linkshändigen Neutrino ein rechtshändiges Neutrino.

### Scheinbare C-Invarianz und C-Verletzung
Physikern ist schon seit den 1930er Jahren bekannt, dass es zu jedem Elementarteilchen ein Antiteilchen gibt. Ursprünglich sprachen die Theorie sowie Beobachtungen dafür, dass alle Wechselwirkungen und Zerfälle von Antiteilchen genau so ablaufen wie mit normalen Teilchen, dass sie also invariant unter Ladungskonjugation, kurz C-invariant, seien. Die elektromagnetische und die starke Wechselwirkung erhalten C. Beispielsweise ist das Coulombsche Gesetz invariant unter der Ladungskonjugation. Die schwache Wechselwirkung verletzt dagegen C, was sich ebenfalls an Neutrinos illustrieren lässt. Unter der Ladungskonjugation wird aus einem linkshändigen Neutrino ein linkshändiges Antineutrino, das experimentell nicht beobachtet wird.

### Scheinbare CP-Invarianz
Vertauscht man zusätzlich zur Spiegelung auch noch Teilchen mit Antiteilchen (C+P), so entsteht kein Widerspruch mehr zu der oben genannten Situation, denn es wird aus einem linkshändigen Neutrino unter der CP-Transformation ein rechtshändiges Antineutrino (Lew Landau 1957).

### Entdeckung der CP-Verletzung
1964 entdeckten die amerikanischen Physiker James Christenson, James Cronin, Val Fitch und René Turlay (Nobelpreis für Physik für Cronin und Fitch 1980) eine winzige Unregelmäßigkeit beim Zerfall schwerer neutraler K-Mesonen (Kaonen), die auf eine Verletzung auch der kombinierten CP-Symmetrie schließen ließ. Bei der Untersuchung der Zerfälle von {\displaystyle K_{L}^{0}}-Mesonen (das L steht für long-lived) in einem Experiment am Alternating Gradient Synchrotron des Brookhaven National Laboratory wurden mit einer Rate von etwa 2 ‰ die CP-verletzenden Zerfälle des {\displaystyle K_{L}^{0}}-Mesons in zwei geladene {\displaystyle \pi }-Mesonen (Pionen) beobachtet.
Durch die Mischung im System der neutralen Kaonen, d. h., ein {\displaystyle K^{0}} ({\displaystyle {\bar {K}}^{0}}) kann in sein Antiteilchen {\displaystyle {\bar {K}}^{0}} ({\displaystyle K^{0}}) übergehen, bilden sich Masseneigenzustände, die unterschiedliche Massen und Lebensdauern aufweisen. Der Massenunterschied ist äußerst gering, wohingegen der Lebensdauerunterschied sehr groß ist. Man unterscheidet zwischen dem kurzlebigen {\displaystyle K_{S}^{0}} {\displaystyle (\tau (K_{S}^{0})\approx 0{,}9\cdot 10^{-10}\,\mathrm {s} )} und dem langlebigen {\displaystyle K_{L}^{0}} {\displaystyle (\tau (K_{L}^{0})\approx 5{,}1\cdot 10^{-8}\,\mathrm {s} )}, deren Lebensdauern sich ungefähr um einen Faktor 600 unterscheiden.
{\displaystyle K^{0}} ({\displaystyle {\bar {K}}^{0}}) können in die gleichen Endzustände zerfallen, wobei Endzustände mit 2 Pionen und einem CP-Eigenwert von +1 und mit 3 Pionen und einem CP-Eigenwert von −1 von besonderer Bedeutung sind: {\displaystyle CP|\pi \pi \rangle =+|\pi \pi \rangle } und {\displaystyle CP|\pi \pi \pi \rangle =-|\pi \pi \pi \rangle }.
Aufgrund des größeren Phasenraums hat der Zerfall in 2 Pionen eine deutlich größere partielle Zerfallsbreite. Ist CP erhalten, dann müssen beide Masseneigenzustände im System der neutralen Kaonen ebenfalls CP-Eigenzustände sein. Der kurzlebige Zustand müsste demnach in den 2-Pion-Endzustand und der langlebige in den 3-Pion-Endzustand zerfallen. Zerfälle der Art {\displaystyle K_{L}^{0}\rightarrow \pi \pi } oder {\displaystyle K_{S}^{0}\rightarrow \pi \pi \pi } können nur auftreten, wenn die CP-Symmetrie verletzt ist. Im Experiment werden zunächst neutrale Kaonen erzeugt, die eine Superposition aus {\displaystyle K_{S}^{0}} und {\displaystyle K_{L}^{0}}-Mesonen bilden. Aufgrund des großen Lebensdauerunterschiedes verschwindet nach einiger Zeit der {\displaystyle K_{S}^{0}}-Anteil, und es verbleiben nur noch {\displaystyle K_{L}^{0}}-Mesonen. Um dies zu erreichen, wurden die Kaonen in einigem Abstand vom Detektor erzeugt, sodass aufgrund der benötigten Flugzeit nur noch {\displaystyle K_{L}^{0}} in den Detektor gelangen und dort zerfallen konnten. Die Beobachtung des Zerfalls {\displaystyle K_{L}^{0}\rightarrow \pi ^{+}\pi ^{-}} stellte damit den erstmaligen Nachweis der CP-Verletzung dar.
Geladene Kaonen, die nicht mit ihren Antiteilchen mischen können, können ebenfalls in 2 und 3 Pionen zerfallen. Damit würde man naiv erwarten, dass die geladenen Kaonen und das {\displaystyle K_{S}^{0}} ähnliche Lebensdauern aufweisen. Geladene Kaonen sind aber deutlich langlebiger {\displaystyle (\tau (K^{\pm })\approx 1{,}2\cdot 10^{-8}\,\mathrm {s} )}. Ganz augenscheinlich ist die partielle Zerfallsbreite für {\displaystyle K_{S}^{0}\rightarrow \pi \pi } um ein Vielfaches größer als für {\displaystyle K^{\pm }\rightarrow \pi \pi }. Da die 2-Pion Wellenfunktion symmetrisch gegenüber der Vertauschung der beiden Pionen sein muss, kann der 2-Pion-Endzustand für Zerfälle der geladenen Kaonen nur den Isospin {\displaystyle I=2} haben, wohingegen beim {\displaystyle K_{S}^{0}}-Zerfall die Endzustände mit Isospin {\displaystyle I=0} und {\displaystyle I=2} möglich sind. Da die schwache Wechselwirkung in Kaon-Zerfällen den Endzustand mit Isospin {\displaystyle I=0} deutlich bevorzugt, ist der 2-Pion-Zerfall bei den neutralen Kaonen so dominant. Die Tatsache aber, dass in {\displaystyle K_{S}^{0}}-Zerfällen auch Endzustände mit einem Isospin {\displaystyle I=2} erreicht werden können, ist von Bedeutung in Hinblick auf direkte CP-Verletzung, d. h. CP-Verletzung im Zerfall.
Die von Christenson, Cronin, Fitch und Turlay beobachtete CP-Verletzung hat ihren Ursprung im Wesentlichen in einer CP-Verletzung in der Mischung. Wenn ein {\displaystyle K^{0}} nicht mit gleicher Stärke in ein {\displaystyle {\bar {K}}^{0}} wie ein {\displaystyle {\bar {K}}^{0}} in ein {\displaystyle K^{0}} übergeht, d. h. {\displaystyle \Gamma (K^{0}\rightarrow {\bar {K}}^{0})\neq \Gamma ({\bar {K}}^{0}\rightarrow K^{0})}, dann bestehen die Masseneigenzustände nicht mehr zu gleichen Teilen aus {\displaystyle K^{0}} und {\displaystyle {\bar {K}}^{0}}, wodurch sie nicht mehr CP-Eigenzustände sein können. Direkte CP-Verletzung kann aber auch dazu führen, dass {\displaystyle K_{L}^{0}} in 2 Pionen zerfallen, wenn {\displaystyle K^{0}} und {\displaystyle {\bar {K}}^{0}} mit unterschiedlicher Stärke in 2 Pionen zerfallen. Offensichtlich lässt sich nur durch eine Messung der Zerfallsrate {\displaystyle K_{L}^{0}\rightarrow \pi \pi } keine Aussage über den Beitrag der direkten CP-Verletzung treffen. Damit erforderte die Beobachtung der direkten CP-Verletzung in diesem System ein komplexes und langwieriges Messprogramm, bei dem die partiellen Zerfallsbreiten für die Zerfälle
- {\displaystyle K_{L}^{0}\rightarrow \pi ^{+}\pi ^{-}}
- {\displaystyle K_{L}^{0}\rightarrow \pi ^{0}\pi ^{0}}
- {\displaystyle K_{S}^{0}\rightarrow \pi ^{+}\pi ^{-}}
- {\displaystyle K_{S}^{0}\rightarrow \pi ^{0}\pi ^{0}}

mit Präzision vermessen wurden.

### Erhaltung der CPT-Invarianz
Im Gegensatz zur („zweifach-kombinierten“) CP-Verletzung ist nach einem grundlegenden Theorem von Wolfgang Pauli und Gerhart Lüders bei allen Ereignissen der Quantenfeldtheorie die („dreifach-kombinierte“) CPT-Symmetrie unter allen Umständen invariant (T = Zeitumkehr, d. h. Umkehr der Bewegungsrichtung, der Bahn- und Spin-Drehimpulse und Übergang zum konjugiert Komplexen, {\displaystyle i\rightarrow -i}). Diese CPT-Invarianz zusammen mit CP-Verletzung bedeutet eine Verletzung der Zeitsymmetrie (T-Verletzung). Dies konnte experimentell bestätigt werden.

## Verknüpfung mit dem Standardmodell
Im Standardmodell der Teilchenphysik ist die Ursache der CP-Verletzung auf dem Quark-Sektor mit der Erzeugung der Quark-Massen verknüpft. Quarks erhalten ihre Masse durch Kopplung an das Higgs-Feld, wobei zwingend eine Massen-Mischungsmatrix auftritt, die nach den Physikern Nicola Cabibbo, Makoto Kobayashi und Toshihide Masukawa benannt ist (CKM-Matrix). 1972 zeigten Kobayashi und Maskawa, dass diese Matrix komplex ist, wenn in der Natur drei oder mehr Quark-Familien vorliegen. Bei drei Familien liegt der Theorie zufolge genau eine komplexe Phase in der unitären CKM-Matrix vor. Diese Phase ist im Standardmodell verantwortlich für die CP-Verletzung, da sie unter der CP-Operation ihr Vorzeichen wechselt. Da eine partielle Zerfallsbreite oder ein Wirkungsquerschnitt nur das Quadrat des Betrages der zugrundeliegenden Amplitude enthält, müssen gewisse Voraussetzungen erfüllt sein, damit in Teilchen-Reaktionen CP-Verletzung auftreten kann. So muss es mindestens zwei konkurrierende Prozesse geben, die vom selben Anfangszustand zum selben Endzustand führen, sodass es zu einer Interferenz kommt. Drei Typen der CP-Verletzung sind bekannt:
CP-Verletzung in der Teilchen-Antiteilchen-Mischung, auch als indirekte CP-Verletzung bekannt
Neutrale Kaonen, D-Mesonen und B-Mesonen können mit ihren Antiteilchen mischen, d. h., sie können ineinander übergehen („oszillieren“), z. B. {\displaystyle B^{0}\rightarrow {\bar {B}}^{0}} und {\displaystyle {\bar {B}}^{0}\rightarrow B^{0}} ({\displaystyle B^{0}{\bar {B}}^{0}}-Oszillationen). CP-Verletzung in der Mischung tritt dann auf, wenn z. B. die Rate {\displaystyle \Gamma (K^{0}\rightarrow {\bar {K}}^{0})} verschieden ist von {\displaystyle \Gamma ({\bar {K}}^{0}\rightarrow K^{0})}. Die im Jahr 1964 im System der neutralen Kaonen beobachtete CP-Verletzung kann im Wesentlichen darauf zurückgeführt werden.
CP-Verletzung im Zerfall, auch als direkte CP-Verletzung bekannt
Direkte CP-Verletzung liegt vor, wenn die partielle Zerfallsbreite für den Zerfall eines Teilchens {\displaystyle T} in einen Endzustand {\displaystyle E} {\displaystyle (\Gamma (T\rightarrow E))} verschieden ist von der seines Antiteilchens, d. h. {\displaystyle \Gamma (T\rightarrow E)\neq \Gamma ({\bar {T}}\rightarrow {\bar {E}})}. Direkte CP-Verletzung im Kaon-System wurde 1999 mit den Experimenten KTEV am Fermilab und NA48 (dem Nachfolger von NA31) am CERN erstmals beobachtet. Sie bestätigten eine Messung des NA31-Experiments am CERN ab dem Jahr 1988 (Veröffentlichung 1993), die aber als Drei-Sigma-Ereignis statistisch nicht ausreichend signifikant war, um als zweifelsfreie Beobachtung zu gelten. Im B-Meson-System wurde die direkte CP-Verletzung erstmals im Jahr 2004 durch das BaBar-Experiment am SLAC gefunden.
Direkte CP-Verletzung kann nur auftreten, wenn es mindestens zwei konkurrierende Prozesse (Amplituden) gibt, die unterschiedliche schwache Phasen, die unter CP-Operation ihr Vorzeichen wechseln, aber auch unterschiedliche weitere Phasen, die unter der CP-Operation ihr Vorzeichen nicht wechseln, tragen. Derartige Phasen gehen auf Wechselwirkungen wie die starke Wechselwirkung zurück, die invariant unter der CP-Operation sind. Daher spricht man in diesem Zusammenhang auch von starken Phasen.
Die Interpretation von Messungen zur direkten CP-Verletzung ist aufgrund von Problemen in der Berechnung der starken Phasendifferenzen erschwert. Dennoch wurde insbesondere im Kaon-Sektor intensiv nach direkter CP-Verletzung gesucht, da durch sie Modelle der sogenannten superschwachen Wechselwirkung, wie sie 1964 von Lincoln Wolfenstein vorgeschlagen wurde, ausgeschlossen werden konnten.
CP-Verletzung in der Interferenz zwischen Mischung und Zerfall
Diese Art der CP-Verletzung kann auftreten, wenn ein Teilchen und das dazugehörige Antiteilchen in den gleichen Endzustand zerfallen können. Ein derartiges Teilchen unterliegt damit der Teilchen-Antiteilchen-Mischung, sodass der Endzustand direkt oder über den Umweg der Umwandlung in das Antiteilchen und dessen Zerfall erreicht werden kann. Im Kaon-System ist das Phänomen gut bekannt; im B-Meson-System ermöglicht die Untersuchung einen sensitiven Test des Standardmodells zur Herkunft der CP-Verletzung. Aufgrund der Struktur der CKM-Matrix müsste die CP-Verletzung bei Übergängen zwischen Quarks der dritten (Bottom- und Top-Quark) und der ersten Generation (Down- und Up-Quark) am ausgeprägtesten sein. B-Mesonen, die neben einem leichten auch das schwere Bottom-Quark enthalten, sind daher die idealen Prüfkandidaten für den Test der Theorie. Sie besitzen ungefähr die fünffache Protonenmasse und haben eine Lebensdauer von etwa {\displaystyle 1{,}5\cdot 10^{-12}\,\mathrm {s} .} In {\displaystyle B^{0}}-Meson-Zerfällen in ein {\displaystyle J/\psi }-Meson und ein neutrales Kaon, {\displaystyle B^{0}\rightarrow J/\psi K_{S}^{0}}, konnte diese Art der CP-Verletzung erstmals für B-Mesonen durch das BaBar-Experiment und durch das Belle-Experiment beobachtet werden. Sie ist mittlerweile mit großer Präzision bekannt und ist in ausgezeichneter Übereinstimmung mit den Vorhersagen des Standardmodells. Nach dieser Bestätigung der Vorhersage von Kobayashi und Maskawa wurde beiden im Jahr 2008 der Nobelpreis für Physik verliehen.
Die CP-Verletzung bleibt ein äußerst aktives Forschungsgebiet, da in zahlreichen anderen Kanälen Tests des Standardmodells mit einer großen Empfindlichkeit auf das Vorhandensein von neuer Physik möglich sind. So bietet auch die Erforschung der CP-Verletzung im System der neutralen {\displaystyle B_{s}^{0}}-Mesonen derartige Perspektiven. Präzisionsmessungen zur CP-Verletzung im System der B- und Bs-Mesonen sind ein Schwerpunkt des Physikprogramms des LHCb-Experiments am Large Hadron Collider des CERN. In Bau befindlich ist in Japan der Beschleuniger Super-KEKB am KEK, an dem der Nachfolger des Belle-Experiments, Belle II, voraussichtlich 2019 die Datennahme aufnehmen wird.
Im Prinzip sollte auch in der starken Wechselwirkung CP-Verletzung möglich sein, die z. B. zu einem relativ großen elektrischen Dipolmoment des Neutrons führen würde. Experimentelle Hinweise auf eine derartige CP-Verletzung gibt es aber nicht. Diese Diskrepanz wird auch als „strong CP problem“ bezeichnet.
Aufgrund der Beobachtung von Neutrinooszillationen und der damit verbundenen Erkenntnis, dass Neutrinos nicht masselos sind, muss es auch eine Mischungsmatrix, die PMNS-Matrix (manchmal auch nur MNS-Matrix) geben, die nach Bruno Pontecorvo, Ziro Maki, Masami Nakagawa und Shoichi Sakata benannt ist. Wie bei der CKM-Matrix könnte auch hier eine Quelle für CP-Verletzung liegen, die aber noch nicht sicher beobachtet wurde. Im T2K-Experiment fanden sich aber bei Myon-Neutrinos deutliche Hinweise auf eine solche Verletzung (2017).

## Kosmologische Notwendigkeit
Andrei Sacharow merkte in den 1960er Jahren an, dass die CP-Verletzung eine der Voraussetzungen dafür ist, dass es im Universum die beobachtete große Dominanz der Materie gegenüber der Antimaterie geben kann (Baryonenasymmetrie). Unser heutiges Verständnis vom Urknall geht davon aus, dass er Teilchen und Antiteilchen in gleicher Menge hervorbrachte. In der Baryogenese entstand dann das jetzt beobachtete Ungleichgewicht. Das Zustandekommen dieser Asymmetrie ist gegenwärtig noch ungeklärt.